# El Pintor (álbum)
El Pintor é o quinto álbum da banda Interpol. Foi lançado em 8 de Setembro de 2014 internacional e em 9 de Setembro na América do Norte, pela Matador Records. Produzido pela banda e gravado na Electric Lady Studios e Atomic Sound em Nova York, o álbum foi projetado por James Brown, cujo é conhecido pelo seu trabalho com Foo Fighters, e mixado por Alan Moulder, cujo é conhecido pela mixagem e produção dos álbuns de My Bloody Valentine, Swervedriver, The Smashing Pumpkins e Nine Inch Nails.
O título do álbum, cujo significa "O Pintor" em Espanhol, é um anagrama para Interpol. É o primeiro álbum da banda sem o baixista Carlos Dengler, cujo saiu da banda após o álbum auto-titulado em 2010. Neste álbum, o baixo foi feito pelo vocalista Paul Banks. O mesmo contém aparições de convidados como Brandon Curtis de Secret Machines, Roger Manni e Rob Moose de Bon Iver. A banda irá fazer uma tour no verão.

## Recepção
| Críticas profissionais | Críticas profissionais |
| Avaliações da crítica  | Avaliações da crítica  |
| Fonte                  | Avaliação              |
| ---------------------- | ---------------------- |
| Allmusic               | [ 6 ]                  |
| The A.V. Club          | A-                     |
| Clash                  | 7/10                   |
| Consequence of Sound   | B                      |
| Drowned in Sound       | 9/10                   |
| musicOMH               | [ 11 ]                 |
| NME                    | 8/10                   |
| Uncut                  | 7/10                   |
| Pitchfork              | 5.9/10                 |
| The Skinny             | 8/10                   |
| Slant Magazine         | [ 15 ]                 |

As reviews de El Pintor foram bastante positivas. No Metacritic, cujo faz um total de 0 a 100 dependendo das críticas, o álbum recebeu um total de 77, cujo indica "reviews bastante favoráveis", baseado em 34 (26 positivas e 8 mixas) reviews.
El Pintor está em várias listas. Está na lista de Drowned in Sound (#13), Q (magazine) (#12) e NME (#49) nas indicações de "Melhores do Ano". Foi votado como o segundo melhor álbum pelo popular site alemão laut.de.

## Faixas
Todas as faixas escritas e compostas por Interpol. 
| N.º | Título                   | Duração |  |
| 1.  | "All the Rage Back Home" | 4:22    |  |
| 2.  | "My Desire"              | 5:00    |  |
| 3.  | "Anywhere"               | 3:12    |  |
| 4.  | "Same Town, New Story"   | 4:09    |  |
| 5.  | "My Blue Supreme"        | 3:09    |  |
| 6.  | "Everything Is Wrong"    | 3:32    |  |
| 7.  | "Breaker 1"              | 4:13    |  |
| 8.  | "Ancient Ways"           | 3:00    |  |
| 9.  | "Tidal Wave"             | 4:17    |  |
| 10. | "Twice as Hard"          | 4:56    |  |

| Pré-venda na iTunes |              |         |  |
| N.º                 | Título       | Duração |  |
| 11.                 | "The Depths" | 4:08    |  |

| Edição de luxo da Target |                                           |         |  |
| N.º                      | Título                                    | Duração |  |
| 11.                      | "Malfeasance"                             | 4:36    |  |
| 12.                      | "Slow Hands" (ao vivo em Brixton Academy) | 3:18    |  |

## Integrantes

### Interpol
- Paul Banks –  vocal, guitarra, baixo, produção
- Daniel Kessler –  guitarra, piano (10), produção
- Sam Fogarino –  bateria, percussão, produção

### Músicos Convidados[3]
- Brandon Curtis –  piano (1–8, 10)
- Roger Joseph Manning, Jr. –  piano (9)
- Rob Moose –  violino (10); viola (10)
- Brad Truax – baixo em "Slow Hands" (live at the Brixton Academy) na "Target deluxe edition"

### Outros
- James Brown –  projeto, gravação
- Alan Moulder –  mixagem
- Greg Calbi –  masterização[4]

## Lançamento
| Região         | Data                  | Gravadora  |
| -------------- | --------------------- | ---------- |
| Internacional  | 8 de Setembro de 2014 | Soft Limit |
| Estados Unidos | 9 de Setembro de 2014 | Matador    |